# فلافيا فرناندس
فلافيا فرناندس (بالبرتغالية: Flávia Fernandes‏) هي لاعبة كرة الماء برازيلية، ولدت في 13 فبراير 1981 في غويانيا في البرازيل.